# 广阳坝机场
廣陽壩機場是重庆市最早的機場，位於南岸區長江中的广阳岛上，相对于重慶市中心（南岸區）82°方向15公里左右，坐落在。跑道方向40°～220°，標高220公尺，跑道長1100公尺、寬40公尺、厚0.3公尺。

## 历史
民國18年（1929年），國民革命軍第21軍軍長劉湘在重慶東南約25公里的廣陽壩地方建築飛機場。7月14日，巴縣政府與重慶關監督署職員及工程師前往廣陽壩與當地負責人共同劃定機場界線。機場工程於1929年8月11日发布公告，要求范围内业主于公布日10天内离开，9月15日，司令部与当地业主签订协议。1929年9月开工，劉湘派一個團的兵力修築。巴縣政府奉命於9月20日派出木船20隻以供使用。該簡易的土質機場於年內建成，共征地200餘畝，僅將場面鏟平為平壩。民國19年（1930年），航空處改組為航空司令部，並興建飛機棚三座，機器棚一座，材料倉庫、地下炸彈庫、油庫和木料室各一間。刘湘派人购回2架“包台斯一33”式飞机、1架“华可”型飞机，当时有德国飞行员在广阳坝试飞表演。表演时，意外地将炸弹投在参观的军校学员队伍中，炸死炸伤学员100多人。
民國24年（1935年）7月，為圍剿中国工农红军所需，蔣中正令劉湘擴修廣陽壩機場。7月20日，巴縣派技術員前往廣陽壩會同軍方共同測量之後，由工兵修築，至年底前擴修工程結束，期间場面加寬加長，跑道兩端延長線200公尺之內障礙物盡行剷除，拆除瓦房142.5間，草房82間，砍樹2250棵。機場縱長800公尺，橫寬600公尺，建有棚廠2座，設有航空司令部、營房等房屋。民國27年（1938年），又大規模擴修機場，預備作為抗戰的軍用機場。機場工程處於1月5日正式成立，征工範圍涉及永川、璧山、合川等12縣，每縣征工1000人，共計12000人。工程於民國27年（1938年）1月10日開工，這次擴修共征地363畝，完成土方58萬立方公尺，運土最遠者達400公尺以上，至7月工程暫告一段落；次年2～5月，由江北、巴縣，璧山三縣民工繼續完成新舊跑道合併工程，前後共開支16.32萬元，此次擴修完工後，廣陽壩機場場面長寬為1100公尺×480公尺，跑道長寬為800公尺×100公尺，飛機可以編隊起飛。民國29年（1940年）9月，又抽調巴縣民工2000人，江北縣民工1000人進行擴修，約計完成土方13.7萬立方公尺。几经扩修，機場場面最终達1500公尺長，其中跑道長1100公尺，碎石鵝卵石道面，跑道西南頭安全道200公尺。至此，機場場面佔地600餘畝，連同軍營、馬路等設施共佔地900餘畝。該機場主要供軍用，但在每年夏、秋兩季，珊瑚壩機場被淹時，民航班機在此起降。自從九龍坡和白市驛機場啟用後，廣陽壩機場很少使用，逐漸棄置。